# Diplotaxis virgata
Diplotaxis virgata là một loài thực vật có hoa trong họ Cải. Loài này được (Cav.) DC. mô tả khoa học đầu tiên năm 1821.